# Paolo Sardi
Paolo Sardi (Ricaldone, provincia de Alessandria, Piamonte, 1 de septiembre de 1934-Roma, 13 de julio de 2019) fue un cardenal italiano de la Iglesia católica. Fue pro-patrono de la Soberana Orden Militar de Malta.

## Biografía
Fue ordenado sacerdote el 29 de junio de 1958, después de una licenciatura en teología se graduó en derecho canónico y en jurisprudencia en la Universidad Católica de Milán. 
Enseñó teología moral en Turín hasta 1976, cuando fue llamado al Vaticano para trabajar en la Secretaría de Estado. En 1992 fue nombrado viceconsejero de Asuntos Generales y el 10 de diciembre de 1996, nuncio apostólico con responsabilidades especiales y arzobispo titular de Sutrium por el papa Juan Pablo II. El 6 de enero de 1997, el papa Juan Pablo II lo ordenó un arzobispo en la basílica de San Pedro.
El 23 de octubre de 2004 fue nombrado vice camarlengo (chambelán) de la Santa Iglesia Romana, cargo en el que permaneció hasta el 22 de enero de 2011, y en el que colaboró con el cardenal camarlengo Eduardo Martínez Somalo en las tareas relacionadas con el cónclave de 2005.
El 20 de noviembre de 2010, Benedicto XVI lo hizo cardenal-diácono de Santa Maria Auxiliadora en Via Tuscolana. El 30 de noviembre de 2010 el cardenal Sardi fue nombrado oficialmente pro-patrono de la Soberana Orden Militar de Malta, sustituyendo a Pio Laghi, fallecido en enero de 2009, con la tarea de promover los intereses espirituales de la orden y sus miembros, y sus relaciones con la Santa Sede. Estuvo en dicho cargo hasta noviembre de 2014.
Falleció el 13 de julio de 2019 en Roma tras una breve enfermedad. Fue enterrado en la tumba familiar en el cementerio de su ciudad natal luego de dos misas fúnebres sucesivas celebradas en la Catedral de la Asunción de la Virgen María en Acqui Terme y en la iglesia parroquial de Ricaldone.